# Генерзих, Самуэль
Самуэль Генерзих (нем. Samuel Genersich, 15 февраля 1768 — 2 сентября 1844) — словацкий (словацко-немецкий) ботаник и врач.

## Биография
Самуэль Генерзих родился в Кежмароке 15 февраля 1768 года.
Генерзих учился в Кежмароке и получил медицинское образование в Вене. Он занимался медициной в течение шести лет в Кежмароке, а впоследствии был назначен врачом в городе Левоча. Генерзих сотрудничал с Йёраном Валенбергом в своей работе о систематике растений и географии Высоких Татр. Самуэль Генерзих был почётным членом Ботанического общества Регенсбурга.
Самуэль Генерзих умер в городе Левоча 2 сентября 1844 года.

## Научная деятельность
Самуэль Генерзих специализировался на семенных растениях.

## Некоторые публикации
- Samuelis Genersich Hungari Késmarkiensis Medicinae Doctoris et Civitatis L. R. Leutschoviensis Physici ordinarii Florae Scepusiensis Elenchus seu Enumeratio plantarum in Comitatu Hungariae Scepusiensi, eumque percurrentibus montibus Carpathicis sponte crescentium. Sumptibus Auctoris. Leutschoviae typis Michaelis Podhorânszki, de eadem 1798.
- Samuelis Genersich Catalogus Plantarum rariorum Scepusii A. 1801 in autumno in usum amicorum conscriptus, a Samuele Genersich Medicinae Doctore, et Civitatis L. R. Leutschoviensis Physico Ord.
- Belehrung für das Publicum der kön. Freistadt Leutschau in Hinsicht der sich geäusserten Rindviehseuche. Leutschau 1839.

## Почести
Род растений Genersichia семейства Осоковые был назван в его честь.